# Temple (Texas)
Temple ist eine Stadt in Bell County und liegt im Bundesstaat Texas in den Vereinigten Staaten. Das U.S. Census Bureau hat bei der Volkszählung 2020 eine Einwohnerzahl von 82.073 ermittelt.

## Geographie
Die Stadt liegt rund 40 Kilometer östlich von Killeen, 40 Kilometer südlich von Waco, 80 Kilometer nördlich von Austin und 60 Kilometer westlich von Bremond. Der Interstate-35-Highway verläuft mitten durch Temple.

## Geschichte
Die Stadt wurde im Jahre 1881 an der Gulf, Colorado and Santa Fe Eisenbahnlinie gegründet und erhielt ihren Namen zu Ehren des Chefingenieurs dieser Gesellschaft namens Bernard Moore Temple. Mit dem Bau einer weiteren Eisenbahnlinie, der Missouri-Kansas-Texas Railroad wuchs die Bedeutung der jungen Stadt. Die Infrastruktur war jedoch noch nicht sehr fortgeschritten, es gab kaum gemauerte Häuser oder befestigte Straßen, dafür aber eine Vielzahl an Saloons. Die Stadt erhielt deshalb den internen Scherznamen „Tanglefoot“, was etwa bedeutet: „Schwierig zu Fuß zu laufen“.
Heute ist Temple ein bedeutendes Zentrum für Medizin und verfügt über mehrere Krankenhäuser.

## Demographische Daten
Im Juli 2009 ergab sich eine Bevölkerungszahl von 58.886 Personen in 26.005 Haushalten. Das Durchschnittsalter zu diesem Zeitpunkt betrug knapp 37 Jahre.

## Söhne und Töchter der Stadt
- Hubert Arnold (1945–2019), Jazzmusiker
- Sammy Baugh (1914–2008), Footballspieler und -trainer
- Vincent Burnelli (1895–1964), Luftfahrtingenieur
- Betty Jo Christian (* 1936), Juristin und Anwältin
- Boots Douglas (≈1908–?), Jazz-Schlagzeuger und Bandleader
- Noel Francis (1906–1959), Schauspielerin
- Bernard Anthony Harris (* 1956), Astronaut
- Leslie G. Hunt (* 1954), Maler
- Maggi Payne (* 1945), Komponistin und Flötistin
- Ted Poe (* 1948), Politiker
- Cheyenne Rushing (* 1981), Schauspielerin
- Mark Skolnick (* 1946), Molekular- und Humangenetiker
- Rip Torn (1931–2019), Schauspieler
- Cecil F. White (1900–1992), Politiker, Mitglied im US-Repräsentantenhaus